# Dąbrówka Leśna
Dąbrówka Leśna [pronunciación en polaco: /dɔmˈbrufka ˈlɛɕna/] (en alemán: Heindenwalde) es un pueblo en el distrito administrativo de Gmina Oborniki, dentro del Distrito de Oborniki, Voivodato de Gran Polonia, en Polonia central. Se encuentra aproximadamente 4 kilómetros al norte de Oborniki y 33 kilómetros  al norte de la capital regional, Poznań.